# Mick Atkin
John Michael Atkin (1948–2008), sinh ra ở Scunthorpe, Lincolnshire, Anh, là một cầu thủ bóng đá người Anh thi đấu ở vị trí trung vệ tại Football League.